# Castillo de Jódar
El castillo de Jódar es una fortificación medieval con origen emiral del siglo VIII, situada en el municipio español de Jódar, provincia de Jaén.

## Descripción
Se encuentra en el casco urbano de Jódar, en la ladera del cerro San Cristóbal. Su origen se remonta al siglo VIII con varias etapas constructivas a lo largo del tiempo, especialmente las obras de época almohade y almorávide, así como las modificaciones góticas de sus torres del homenaje. Constaba de un aljibe de gran capacidad. Se conservan sus dos torres del homenaje, denominadas torre Norte y torre Sur cuyas dimensiones son de 15,30 x 12,60 y 13,50 x 12,40 metros, respectivamente. Además, se conserva una pequeña sección de los muros de tapial de la alcazaba exterior. En 2012 se llevaron a cabo obras de rehabilitación y cambio a uso museístico de la torre Norte. Se trata, junto al castillo de La Guardia, de uno de los castillos mejor conservados de la zona.
Actualmente en la torre Norte se encuentra el Centro de Interpretación de la Historia de Jódar, inaugurado en 2013. En la torre Sur se encuentra el centro de visitantes del parque natural de Sierra Mágina.

## Historia
Se trata de una fortificación que data de época emiral que mantiene su uso defensivo en época de taifas, almohade y almorávide, épocas de mayor desarrollo de Sawdar, topónimo de Jódar en esta época. En el siglo XIII se produce la conquista de Jódar por el rey de Castilla. Como consecuencia del pacto de Jaén con el rey Nazarí este castillo se encontraría en la vanguardia de la línea fronteriza entre ambos reinos hasta el siglo XV. Posteriormente se emplea con uso residencial por parte de los señores de Carvajal. Tras el incendio de la villa y el castillo en 1520 se empleó para su reconstrucción el expolio de la villa ibérica de Xandulilla o de Félix, situada junto al río Jandulilla. La presencia de piedra ibérica en el castillo ha dado lugar a la leyenda local sobre el origen íbero de la villa de Jódar y su castillo. En el siglo XVIII se produce el abandono definitivo del castillo, que pasa a tener uso como almacén o presidio. En el siglo XIX es empleado por las tropas francesas. En 1847 el Diccionario Geográfico Estadístico de Madoz señala que el castillo se encuentra casi arruinado. En 1983 se acometió una restauración calificada por Tomás Quesada Quesada como deplorable y criticada por la Asociación Cultural Saudar, por la introducción en la fachada de una escalera de cristal y metal que se eliminó en 2002.